# 4-es busz (Dunaharaszti)
A Dunaharaszti 4-es busz a város leghosszabb helyi autóbusz-járata. A járat a település iskoláit köti össze, ezért gyakran iskolajáratnak nevezik. A HÉV állomás és a Csatornapart között közlekedik, de 7:15-kor és 16:25-kor betétjárat közlekedik Paradicsomszigetig. A járat üzemeltetője a Ventona-Trans Kft.

## Története
A járat a reggeli, illetve a délutáni csúcsidőkben közlekedik. A járatot úgy tervezték, hogy a város összes iskoláját érintse, így a gyerekek tömegközlekedéssel is be tudjanak érni az iskolába.
2003. január 1-jétől autóbusz-járat indult 1-es jelzéssel a  HÉV állomás - Határ út - Knézich utca - Némedi út - HÉV állomás - Csatornapart útvonalon.
A viszonylaton 2007. május 31-éig Ikarus 211-es midibuszok közlekedtek, majd másnaptól a Weekendbus Zrt. MAN autóbuszokat állított forgalomba az egész városban. 2013. január 1-jétől a Ventona-Trans Kft. vette át a városi helyijáratok üzemeltetését.
2011. szeptember 1-jétől a Dunaharaszti helyijáratok számjelzéseit átszámozták, így a járat 4-es jelzéssel közlekedik.
2013. január 1-jétől a Ventona-Trans a Zöldfa utca és a MÁV-alsó végállomás között megállókat létesített, hogy az utasoknak ne kelljen visszagyalogolnia a végállomástól.

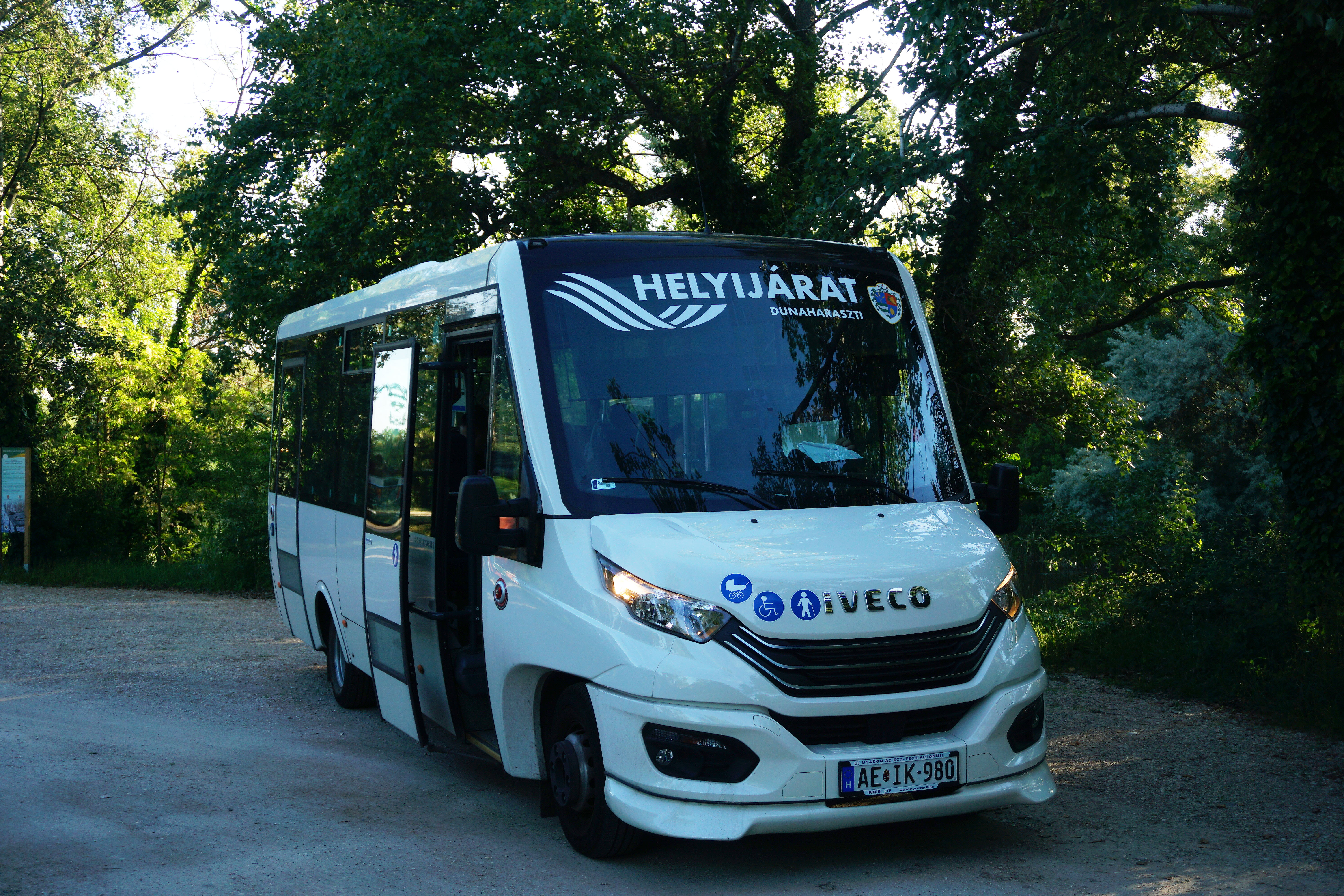
Busz a Paradicsomszigeten

2022. október 3-ától lakossági kérésre munkanapokon napi két alkalommal a busz a Paradicsomszigetig közlekedik, így segítve az ott élő emberek iskolába vagy munkába járását.

2023. január 30-ától a 150-es vasútvonal átépítése miatt a Dunaharaszti-alsó vasúti megállóhely melletti, Magyar utcai végállomást a vasútépítés végéig megszüntették, és az érintett járatok végállomását áthelyezték. A 20-as busz végállomása a MÁV-alsó utca és a Kaszala Károly utca sarkára, míg a 2-es, 4-es, 14-es végállomása a Magyar utca és a Homok utca sarkára került.

## Információk
A megállókban kihelyezett menetrendeken az indulási időpont előtt Isk vagy OrIsk betűvel jelzett járat 4-es jelzéssel közlekedik. Például Isk7:15.
A 4-es busz csak munkanapokon, naponta egy alkalommal közlekedik.

## Útvonala
| Járat útvonala: (körjárat) |  |
| --- |  |
| Dunaharaszti-külső HÉV-állomás – Fő út – Némedi út – Dózsa György út – Szent László utca – Árok utca – Kós Károly utca – Szent István utca – Munkácsy Mihály utca – Némedi út – Jedlik Ányos út – Határ út – Táncsics Mihály utca – Rákóczi Ferenc utca – Mindszenty József utca – Arany János utca – Jókai Mór utca – Kossuth Lajos utca – Fő út – Dunaharaszti-külső HÉV-állomás – Fő út – Nádor utca – Zöldfa utca – Magyar utca – Dunaharaszti-alsó MÁV-állomás – Magyar utca – Zöldfa utca – Király utca – Vásárhelyi Pál utca – Égerfa utca – Csatornapart |  |

## Megállói
| 0  | Dunaharaszti, HÉV állomás végállomás               | ∫ | 1110 650, 653, 654, 655, 660, 661 1, 2, 3, 4, 14, 20         |
| 2  | Dózsa György út                                    | ∫ | 1, 3, 4, 20                                                  |
| 3  | Baktay Ervin tér                                   | ∫ | 1, 3, 4, 20                                                  |
| 4  | Dunaharaszti vasútállomás                          | ∫ | Budapest–Kunszentmiklós-Tass–Kelebia-vasútvonal 1, 3, 4, 20  |
| 5  | Szent László utca                                  | ∫ | 679 1, 3, 4                                                  |
| 6  | Haraszthy Ferenc utca                              | ∫ | 3, 4                                                         |
| 7  | Munkácsy Mihály utca                               | ∫ | 3, 4                                                         |
| 8  | Bezerédi sportpark                                 | ∫ | 3, 4                                                         |
| 9  | Kós Károly utca                                    | ∫ | 3, 4                                                         |
| 11 | Andrássy Gyula utca                                | ∫ | 3, 4                                                         |
| 12 | Kodály Zoltán utca                                 | ∫ | 679 1, 3, 4                                                  |
| 13 | Knézich Károly utca                                | ∫ | 679 1, 3, 4                                                  |
| 14 | ALDI-LIDL áruház                                   | ∫ | 679 1, 2, 3, 4                                               |
| 15 | Knézich utcai óvoda                                | ∫ | 2, 4                                                         |
| 16 | Orgona utca                                        | ∫ | 2, 4                                                         |
| 17 | Botond utca                                        | ∫ | 2, 4                                                         |
| 18 | Kazinczy Ferenc utca                               | ∫ | 2, 4                                                         |
| 19 | Rákóczi Ferenc utca                                | ∫ | 2, 4                                                         |
| 20 | Arany János utca                                   | ∫ | 2, 4                                                         |
| 21 | Jókai Mór utca                                     | ∫ | 2, 4                                                         |
| 22 | Kossuth Lajos utca (Dunaharaszti-felső HÉV-állomás | ∫ | 2, 4                                                         |
| 23 | Dunaharaszti, HÉV-állomás                          | ∫ | 1110 650, 653, 654, 655, 660, 661 1, 2, 3, 4, 14, 20         |
| 25 | Városháza                                          | ∫ | 650, 653, 653, 655 2, 4, 14                                  |
| 26 | Nádor utca                                         | ∫ | 650, 653, 654, 655, 661 2, 4, 14                             |
| 27 | Szőlőhegy utca                                     | ∫ | 2, 4                                                         |
| 28 | Magyar utca                                        | ∫ | 2, 4, 14                                                     |
| 29 | Csendes utca                                       | ∫ | 2, 4, 14                                                     |
| 30 | Dunaharaszti-alsó vasútállomás                     | ∫ | Budapest–Kunszentmiklós-Tass–Kelebia-vasútvonal 2, 4, 14, 20 |
| 31 | Csendes utca                                       | ∫ | 2, 4, 14                                                     |
| 32 | Magyar utca                                        | ∫ | 2, 4, 14                                                     |
| 33 | Vásárhelyi Pál utca                                | ∫ | 4, 14                                                        |
| 34 | Csatornapart végállomás                            | ∫ | 4, 14                                                        |